# Francesc Feliu Torrent
Francesc Feliu Torrent (Calella, 16 de enero de 1968) es catedrático de Filología Catalana en la Universidad de Gerona. Es miembro investigador del Institut de Llengua i Cultura Catalanes, e Investigador Principal del Grupo de Investigación en Historia de la lengua y lengua normativa, iniciado en la Universidad de Gerona por los profesores Modest Prats y Josep Maria Nadal. Desde el 15 de noviembre de 2023 es miembro de la sección filológica del Instituto de Estudios Catalanes.

## Trayectoria
Se doctoró en 1997 con la tesis intitulada : L'obra filològica d' Antoni de Bastero i Lledó . Edició de la Història de la llengua catalana, que obtuvo el Premio IEC de la Secció Filològica Marià Aguiló de Gramática Histórica e Historia de la Lengua (1999) y el Premio Extraordinario de Doctorado de la Universidad de Gerona (2000).
Se ha dedicado especialmente a estudiar la historia de la filología catalana, la historia de la lengua literaria catalana y la historia de las ideas lingüísticas, y ha participado en numerosos proyectos de investigación siempre partiendo de la idea fundamental de que las lenguas son esencialmente una construcción cultural e histórica. Este paradigma teórico le ha permitido, justamente, la colaboración con especialistas de otros ámbitos y contextos lingüísticos, en iniciativas y proyectos de investigación de carácter nacional e internacional. Ha dirigido cinco tesis doctorales, tres de las cuales han obtenido premios institucionales, participando activamente en la planificación de los estudios de filología catalana y en proyectos de innovación docente. Ha sido director también del Postgrado en Lengua catalana: corrección de textos orales y escritos entre 2014 y 2020.
Desde el año 2002 ha ocupado varios cargos de gestión en la Universidad de Gerona, entre ellos el de director del Departamento de Filología y Filosofía (2002-2004), coordinador de estudio de Filología Catalana (2007-2008), decano de la Facultat de Lletres (2008-2009) y vicerrector de Política Académica (2009-2013). Posteriormente ha ejercido como presidente de la Coordinadora de Estudios Universitarios de Filología Catalana (2016-2019) y como director del Institut de Llengua i Cultura Catalanes (2016-2024). Actualmente dirige el Observatori de les Llengües d' Europa (ODELLEUM ) (2021-).

## Obras (selección)
Se citan a continuación las publicaciones más relevantes, agrupadas según la línea de investigación en la que se inscriben:
Lengua antigua y gramática histórica:
- Feliu, Francesc y Joan Ferrer, 2011. «Judaeo-Catalan: in search of a mediaeval dialect that never was». Journal of Iberian Medieval Studies 3, 41-60. ISSN: 1754-6559.
- Feliu, Francesc, 2013. «Les certeses i els dubtes en l’estudi de les fases inicials d’una llengua romànica: el català antic». En A.M. Chabrolle-Cerretini ed., Romania: réalité(s) et concepts. Limoges: Lambert-Lucas, 195- 203. ISBN: 978-2-35935-059-3.
- Feliu, Francesc, 2016. «El català oral de Girona al segle xv: noves perspectives d'estudi». En Sapientiae liberi, libertate sapientes. Miscel.lània d'homenatge a Joan Martí i Castell. Tarragona: Universidad Rovira i Virgili, Vol I, 61-68. ISBN: 978-84-8424-425-7.
- Feliu, Francesc, Joan Ferrer y Josep M. Nadal, 2025 (en premsa). «El concepte de ‘català antic’». En Gramàtica del català antic (M. Pérez-Saldanya, J. Martines i G. Rigau, dirs.) Valencia: Universidad de Valencia.

Historia de la lengua catalana de la edad moderna, y especialmente del s. xviii:
- Feliu, Francesc, Sadurní Martí, Francesc Ten y Josep Vicens, 1992. Tractar de nostra llengua catalana. Apologies setcentistes de l'idioma al Principat. Vic: Eumo Editorial (Biblioteca Universitària). ISBN: 84-7602-806-7.
- Feliu, Francesc (ed), 1997. Història de la llengua catalana. Antoni de Bastero. Vic: Eumo Editorial (Biblioteca Universitària). ISBN: 84-7602-816-4.
- Feliu, Francesc, 2000. Catàleg dels manuscrits filològics d’Antoni de Bastero. Barcelona: Institut d'Estudis Catalans. ISBN: 84-7283-510-3.
- Feliu, Francesc y Gemma Albiol, 2017. Antoni Febrer i Cardona. Obres gramaticals II [Estudio introductorio y edición a cargo de ——]. Barcelona: Institut d'Estudis Catalans / Institut Menorquí d’Estudis. ISBN: 978-84-9965-371-6.
- Feliu, Francesc y Joan Ferrer, 2019. «De Petrés a Bigastre: una excursió per la llengua de les cartes de poblament valencianes del xvii». Caplletra: revista internacional de filologia 66, 121-135. ISSN: 0214-8188.
- Feliu, Francesc, 2021. «Els discursos fundacionals sobre la història de la llengua catalana». Caplletra: revista internacional de filologia 71, 175-200. ISSN: 0214-8188.

Los modelos de la lengua literaria catalana y su evolución:
- Feliu, Francesc, 2009. «La 'Questione della lingua' a Girona». En La Catalogna in Europa, l'Europa in Catalogna. Transiti, passaggi, traduzzioni. Atti del ix Congresso internazionale della Associazione italiana di studi catalani (Edizione in rete a cura di C. Di Girolamo, P. Di Luca e O. Scarpati). Nàpols: Università degli Studi di Napoli Federico II. ISBN: 978-88-7893-009-4.
- Feliu, Francesc, 2006. «Mansana, temprana, eriso, i tots els altres mots 'desconeguts': el problema dels castellanismes en la llengua literària de Fontanella». En P. Valsalobre i G. Sansano, eds., Francesc Fontanella: una obra, una vida, un temps. Bellcaire: Edicions Vitel·la, 125-156. ISBN: 84-935295-16.
- Feliu, Francesc, 2008. «Problemes en l'edició de textos de l'edat moderna». Anuari Verdaguer 16, 353-376. ISSN: 1130-202X.
- Feliu, Francesc y Joan Ferrer, 2013. «Le traduzioni della Bibbia nella formazione del catalano letterario moderno». En R. Librandi, ed., Lingue e testi delle riforme cattoliche in Europa e nelle Americhe secc. xvi-xxi. Florència: Franco Cesati editore, 281-321. ISBN: 978-88-7667-438-9.
- Feliu, Francesc, 2023. «Maragall: els pronoms febles com a símptoma». Haidé. Estudis maragallians 12, 12-29. ISSN: 2014-3818.
- Ferrer, Joan y Francesc Feliu, 2020. «Un assaig general del fabrisme: la traducció de Pickwick de Josep Carner». eHumanista : Journal of Iberian Studies 18, 248-261. ISSN: 1540-5877.

Aspectos teóricos de la historia de las lenguas europeas, y las ideologías lingüísticas que las han condicionado:
- Feliu, Francesc y Josep M. Nadal, 2014. «Des inventions necessaires: éloge de la linguistique». En J.M. Nadal, A.M. Chabrolle-Cerretini i O. Fullana, eds., L'espace des langues. París: L'Harmattan – sociolinguistique, 11- 26. ISBN: 978-2-343-03447-8.
- Feliu, Francesc, 2017. «I miti nell'elaborazione sociale delle lingue». Ianua : revista philologica romanica 17, 25-32. ISSN: 1616-413X.
- Feliu, Francesc y Josep M. Nadal, 2016. «Languages as a construction: An enlightening perspective». En F. Feliu i J.M. Nadal eds., Constructing languages: Norms, myths and emotions. Amsterdam: John Benjamins Publishing, 1-6. ISBN: 978-90-272-4019-4.
- Feliu, Francesc, 2019. «The persistence of 'old language' and the structuring of language communities». En F. Feliu i O. Fullana, eds., The Intricacy of Languages. Amsterdam: John Benjamins, 48-52. ISBN: 9789027261946.
- Nadal, Josep M. y Francesc Feliu, 2022. «El multilingüisme inevitable». eHumanista : Journal of Iberian Studies 22, 182-190. ISSN: 1540-5877.

El establecimiento del corpus normativo del catalán actual y el contexto sociolingüístico de la estandarización contemporánea:
- Feliu, Francesc y Olga Fullana, 2012. «La inclusió d'afixos en el DGLC: una novetat lexicogràfica a principis del segle xx». Dins M.A. Pradilla, ed., Fabra, encara. Actes del III Col·loqui Internacional 'La lingüística de Pompeu Fabra'. Barcelona: Institut d'Estudis Catalans, 393-403. ISBN: 978-84-9965-147-7.
- Feliu, Francesc, 2018. «La 'lengua antigua' en la codificación contemporánea del catalán». En B. Colombat, B. Combettes, V. Raby i G. Siouffi, dirs., Histoire des langues et histoire des répresentations linguistiques. París: Editions Honoré Champion, 451-464. ISBN: 9782745351050.
- Feliu, Francesc, 2021. «Estandardització, consciència lingüística i canvi lingüístic. A propòsit de la proclisi de les formes plenes dels pronoms en el català central». En M.A. Pradilla, ed., De llengua i societat : de la proposta fabriana a la reforma normativa de l'IEC. Barcelona: Institut d'Estudis Catalans, 15-31. ISBN: 978-84-9965-586-4.
- Nadal, Josep M. y Francesc Feliu, 2021. «Linguistic Norms, Centre-Periphery Dynamics and the Tension between Uniformity and Diversity in Processes of Standardisation». En W. Ayres-Bennett i J. Bellamy, eds., The Cambridge Handbook of Language Standardisation. Cambridge: Cambridge University Press, 597-620. ISBN: 9781108559249.
- Feliu, Francesc, 2022. «Politiche linguistiche ed appropriazioni diverse della lingua: i nomi del catalano». En F. Feliu i G. Agresti, eds., Penser et évaluer les politiques linguistiques. Terrains. critères, indicateurs. Roma: Aracne Editrice, 275-298. ISBN: 979-12-2180-039-5.